# Lista de prêmios de ciência
Lista de prêmios da ciência.

## Prêmios
| Prêmio                                                   | Campo                                                                   | Início | Último | Referências/observações                                                                     |
| -------------------------------------------------------- | ----------------------------------------------------------------------- | ------ | ------ | ------------------------------------------------------------------------------------------- |
| Albert Einstein World Award of Science                   | Ciências                                                                | 1984   | 2010   | World Cultural Council                                                                      |
| Anel Werner von Siemens                                  | Ciências técnicas                                                       | 1916   | 2008   | Fundação Anel Werner von Siemens                                                            |
| Medalha Albert Einstein                                  | Trabalhos relacionados com a vida e obra de Albert Einstein             | 1979   | 2010   | Einstein House Bern                                                                         |
| Medalha Alexander Agassiz                                | Oceanografia                                                            | 1913   | 2010   | National Academy of Sciences                                                                |
| Medalha Alexander Graham Bell IEEE                       | Telecomunicação                                                         | 1976   | 2010   | Institute of Electrical and Electronics Engineers (IEEE)                                    |
| Medalha Arthur L. Day                                    | Geologia                                                                | 1948   | 2009   | The Geological Society of America                                                           |
| Medalha Benjamin Franklin                                | Ciência e engenharia                                                    | 1998   | 2010   | The Franklin Institute                                                                      |
| Medalha Bigsby                                           | Geologia                                                                | 1877   | 2011   | The Geologic Society                                                                        |
| Medalha Bingham                                          | Reologia                                                                | 1948   | 2011   | The Society of Rheology                                                                     |
| Medalha Boltzmann                                        | Mecânica estatística                                                    | 1975   | 2010   | International Union of Pure and Applied Physics                                             |
| Medalha Bruce                                            | Astronomia                                                              | 1898   | 2010   | Astronomical Society of the Pacific                                                         |
| Medalha Centenário de David Livingstone                  | geografia                                                               | 1916   | 2001   | American Geographical Society (AGS)                                                         |
| Medalha Charles P. Daly                                  | Geografia                                                               | 1902   | 1999   | American Geographical Society (AGS)                                                         |
| Medalha Copley                                           | Física e biologia                                                       | 1731   | 2010   | The Royal Society                                                                           |
| Medalha Daniel C. Drucker                                | Mecânica aplicada                                                       | 1998   | 2010   | American Society of Mechanical Engineers (ASME)                                             |
| Medalha Darwin                                           | Biologia                                                                | 1890   | 2010   | The Royal Society                                                                           |
| Medalha Darwin-Wallace                                   | Biologia evolucionista                                                  | 1908   | 2010   | The Linnean Society of London                                                               |
| Medalha Davy                                             | Química                                                                 | 1877   | 2009   | The Royal Society                                                                           |
| Medalha De Morgan                                        | Matemática                                                              | 1884   | 2007   | London Mathematical society                                                                 |
| Medalha Edison IEEE                                      | engenharia eléctrica                                                    | 1909   | 2010   | Institute of Electrical and Electronics Engineers                                           |
| Medalha Dirac (ICTP)                                     | Física                                                                  | 1985   | 2010   | Abdus Salam International Centre for Theoretical Physics (ICTP)                             |
| Medalha Dirac (WATOC)                                    | Químicos computacionais                                                 | 1997   | 2011   | Imperial College London/Department of Chemistry                                             |
| Medalha Elliott Cresson                                  | Física, Química, Medicina, Ciência                                      | 1875   | 1997   | The Franklin Institute                                                                      |
| Medalha Emil Wiechert                                    | Geofísica                                                               | 1955   | 2009   | Deutsche Geophysikalische Gesellschaft                                                      |
| Medalha Fields                                           | Matemática                                                              | 1936   | 2010   | International Mathematical Union (IMU)                                                      |
| Medalha Franklin                                         | Ciência e engenharia                                                    | 1915   | 1997   | The Franklin Institute                                                                      |
| Medalha Frederic Ives                                    | Física - Ótica                                                          | 1929   | 2010   | The Optical Society (OSA)                                                                   |
| Medalha Gabor                                            | Ciência                                                                 | 1989   | 2010   | The Royal Society                                                                           |
| Medalha Geográfica Cullum                                | Geografia                                                               | 1893   | 2009   | The American Geographical Society (1893 a 2001) ( 2009)                                     |
| Medalha Guy de ouro                                      | Matemática                                                              | 1892   | 2008   | The Royal Statistical Society                                                               |
| Medalha Guy de prata                                     | Matemática                                                              | 1893   | 2011   | The Royal Statistical Society                                                               |
| Medalha Guy de bronze                                    | Matemática                                                              | 1936   | 2010   | The Royal Statistical Society                                                               |
| Medalha de Honra IEEE                                    | Electricidade e electrónica                                             | 1917   | 2010   | IEEE Advancing technology for Humanity                                                      |
| Medalha Howard N. Potts                                  | Ciência e engenharia                                                    | 1911   | 1991   | The Franklin Institute                                                                      |
| Medalha Hughes                                           | Física                                                                  | 1902   | 2008   | The Royal Society                                                                           |
| Medalha Isaac Newton                                     | Física                                                                  | 2008   | 2010   | Institute of Physics                                                                        |
| Medalha Karl Schwarzschild                               | Astronomia                                                              | 1959   | 2010   | Astronomische Gesellschaft                                                                  |
| Medalha Leeuwenhoek                                      | Microbiologia                                                           | 1875   | 2003   | The Royal Netherlands Academy of Arts and Sciences                                          |
| Medalha Lobachevsky                                      | Matemática                                                              | 1897   | 2009   | Universidade Kazan                                                                          |
| Medalha Lorentz                                          | Física teórica                                                          | 1927   | 2010   | The Royal Netherlands Academy of Arts and Sciences                                          |
| Medalha Lyell                                            | Ciências da Terra                                                       | 1976   | 2010   | The Geologic Society                                                                        |
| Medalha Mary Clark Thompson                              | Geologia e Paleontologia                                                | 1921   | 2009   | National Academy of Sciences                                                                |
| Medalha Matteucci                                        | Física                                                                  | 1868   | 2006   | Accademia Nazional della Scienze                                                            |
| Medalha Max Planck                                       | Física teórica                                                          | 1929   | 2010   | Deutsche Physikalische Gesellschaft                                                         |
| Medalha Memorial Rutherford                              | Física e Química                                                        | 1980   | 2010   | Société royale du Canada (SRC                                                               |
| Medalha Murchison                                        | Geologia                                                                | 1873   | 2007   | The Geological Society of America                                                           |
| Medalha Nacional de Ciências                             | Ciências                                                                | 1962   | 2009   | National Science Foudation                                                                  |
| Medalha Nacional de Tecnologia e Inovação                | Tecnologia                                                              | 1985   | 2009   | United States Patent and Trademark Office                                                   |
| Medalha Nadai                                            | Engenharia dos materiais                                                | 1975   | 2010   | American Society of Mechanical Engineers                                                    |
| Medalha Nathan M. Newmark                                | Engenharia                                                              | 1976   | 2009   | American Society of Civil Engineers (ASCE)                                                  |
| Medalha Oersted                                          | Ensino da física                                                        | 1936   | 2009   | American Association of Physics Teachers                                                    |
| Medalha de Ouro CNRS                                     | Pesquisa científica em França                                           | 1954   | 2010   | Centre national de la recherche scientifique                                                |
| Medalha de Ouro da Royal Astronomical Society            | Astronomia                                                              | 1824   | 2011   | Royal Astronomical Society                                                                  |
| Medalha de Ouro Lomonossov                               | Ciência                                                                 | 1959   | 2010   | Medalha de Ouro Lomonossov                                                                  |
| Medalha Oskar Klein                                      | Física                                                                  | 1988   | 2010   | Oskar Klein / Memorial Lecturers                                                            |
| Medalha Penrose                                          | Geociências                                                             | 1927   | 2010   | The Geological Society of America (1927 a 2009) (2010)                                      |
| Medalha Perkin                                           | Química                                                                 | 1906   | 2010   | Society of Chemical Industry                                                                |
| Medalha Priestley                                        | Química                                                                 | 1923   | 2011   | American Chemical Society (1923 a 2008) ( 2009 ) ( 2010 ) ( 2011 )                          |
| Medalha Real                                             | Física, biologia e ciências aplicadas                                   | 1826   | 2010   | The Royal Society                                                                           |
| Medalha Rumford                                          | Física                                                                  | 1800   | 2010   | The Royal Society                                                                           |
| Medalha Samuel Finley Breese Morse                       | Geografia                                                               | 1928   | 2008   | American Geographical Society (AGS)                                                         |
| Medalha Sylvester                                        | Matemática                                                              | 1901   | 2010   | The Royal Society                                                                           |
| Medalha Theodore von Karman                              | Engenharia                                                              | 1960   | 2010   | American Society of Civil Engineers (ASCE)                                                  |
| Medalha Thomson                                          | Física                                                                  | 2008   | 2008   | Institute of Physics                                                                        |
| Medalha Timoshenko                                       | Mecânica aplicada                                                       | 1957   | 2010   | American Society of Mechanical Engineers                                                    |
| Medalha Warner T. Koiter                                 | Mecânica dos sólidos                                                    | 1997   | 2010   | American Society of Mechanical Engineers (ASME)                                             |
| Medalha Wigner                                           | Física - Teoria dos grupos                                              | 1978   | 2006   | The University of Texas at Austin                                                           |
| Medalha Wilhelm Exner                                    | Ciência                                                                 | 1921   | 2009   | Wilhelm Exner Medal                                                                         |
| Medalha William Bowie                                    | Geofísica                                                               | 1939   | 2010   | American Geophysical Union                                                                  |
| Medalha Wollaston                                        | Geologia                                                                | 1831   | 2007   | The Geologic Society                                                                        |
| Medalha e Prémio Appleton                                | Física                                                                  | 1941   | 2010   | Institute of Physics (IOP)                                                                  |
| Medalha e Prémio Gabor                                   | Física                                                                  | 1923   | 2007   | Institute of Physics (IOP)                                                                  |
| Medalha Dirac (IOP)                                      | Física teórica                                                          | 1987   | 2010   | Institute of Physics (IOP)                                                                  |
| Medalha e Prêmio Young                                   | Física - Ótica                                                          | 1963   | 2009   | Institute of Physics (IOP)                                                                  |
| Prémio Abel                                              | Matemática                                                              | 2003   | 2011   | The Abel Prize                                                                              |
| Prêmio Albert Einstein                                   | Ciência                                                                 | 1951   | 1978   | The World Cultural Council                                                                  |
| Prêmio Albert Lasker de investigação em Clínica Médica   | Medicina                                                                | 1994   | 2010   | The Lasker Foudation                                                                        |
| Prêmio Albert Lasker de Pesquisa Médica Básica           | Medicina                                                                | 1946   | 2010   | The Lasker Foudation                                                                        |
| Prémio Albert Lasker de carreira em ciências médicas     | Medicina                                                                | 1994   | 2010   | The Lasker Foudation                                                                        |
| Prémio Albert Lasker de Serviço à Comunidade             | Medicina e comunidade                                                   | 1946   | 2009   | The Lasker Foudation                                                                        |
| Prêmio Arthur L. Schawlow de Física do Laser             | Física do laser                                                         | 1991   | 2011   | American Physical Society (APS)                                                             |
| Prêmio Balzan                                            | Ciências humanas, naturais, artes e cultura                             | 1961   | 2010   | Fondazione Internationale Premio Balzan                                                     |
| Prêmio Memorial Bôcher                                   | Análise matemática                                                      | 1923   | 2011   | American Mathematical Society                                                               |
| Prêmio Charles Stark Draper                              | Engenharia                                                              | 1989   | 2011   | National Academy of Engineering                                                             |
| Prêmio Chauvenet                                         | Matemática                                                              | 1925   | 2010   | Mathematical Association of America                                                         |
| Prémio de Ciências Económicas em Memória de Alfred Nobel | Economia                                                                | 1969   | 2010   | Nobelprize.org                                                                              |
| Clay Research Award                                      | Matemática                                                              | 1999   | 2011   | Clay Mathematics Institute                                                                  |
| Prêmio Cole da Álgebra                                   | álgebra                                                                 | 1928   | 2009   | American Mathematical Society                                                               |
| Prêmio Cole da Teoria dos números                        | teoria dos números                                                      | 1931   | 2011   | American Mathematical Society                                                               |
| Prêmio Comstock de Física                                | Física                                                                  | 1913   | 2009   | National Academy of Sciences                                                                |
| Prêmio Crafoord                                          | Ciências naturais                                                       | 1982   | 2010   | Royal Swedish Academy of Sciences                                                           |
| Prémio CUF                                               | engenharia biológica, do ambiente e química                             | 2003   | 2007   | CUF / SGPS                                                                                  |
| Prêmio Dannie Heineman de Astrofísica                    | Astrofísica                                                             | 1980   | 2010   | American Astronomical society (AAS)                                                         |
| Prêmio Dannie Heineman de Física Matemática              | Física matemática                                                       | 1959   | 2011   | American Physical Society (APS)                                                             |
| Prêmio Descartes                                         | Ciência                                                                 | 2000   | 2007   | European Science Awards                                                                     |
| Prêmio Dickson de Ciências                               | Ciências                                                                | 1970   | 2009   | Carnegie Mellon University                                                                  |
| Prêmio Dickson de Medicina                               | Medicina                                                                | 1971   | 2010   | University of Pittsburgh                                                                    |
| Prêmio Dinâmica dos Fluidos                              | Dinâmica dos Fluidos                                                    | 1979   | 2009   | American Physical Society (APS)                                                             |
| Prêmio Enrico Fermi                                      | Energia nuclear                                                         | 1956   | 2009   | U.S. Department of ENERGY (Office of Science)                                               |
| Prêmio Ernest Orlando Lawrence                           | Física                                                                  | 1960   | 2009   | U.S. Department of Energy / Office of Science                                               |
| Prêmio Faraday                                           | Química                                                                 | 1869   | 2010   | The Royal Society of Chemistry (1869 - 2009) ( 2010 )                                       |
| Prémio Ferreira da Silva                                 | Química                                                                 | 1982   | 2010   | Sociedade Portuguesa de Química                                                             |
| Prêmio George David Birkhoff                             | Matemática                                                              | 1968   | 2009   | Society for Industrial and Applied Mathematics                                              |
| Prémio Giuseppe Bartolozzi                               | Matemática                                                              | 1969   | 2007   | Unione Matematica Italiana                                                                  |
| Prêmio Gottfried Wilhelm Leibniz                         | Investigação                                                            | 1986   | 2010   | Deutsche Forschungsgemeinschaft (DFG)                                                       |
| Prêmio Hannes Alfvén                                     | Física de plasma                                                        | 2000   | 2011   | European Physical Society Plasma Physics Division                                           |
| Prémio Harvey                                            | Ciência                                                                 | 1972   | 2010   | Technion                                                                                    |
| Prêmio Irving Langmuir                                   | Interdisciplicar Física Química                                         | 1965   | 2010   | Anos pares → American Chemical Society (ACS) Anos ímpares → American Physical Society (APS) |
| Prémio Internacional de Biologia                         | Biologia                                                                | 1985   | 2010   | Japan Society for the Promotion of Science                                                  |
| Prêmio Japão                                             | Ciência e tecnologia                                                    | 1985   | 2011   | The Japan Prize Foudation                                                                   |
| Prêmio José Reis de Divulgação Científica                | divulgação da ciência e da tecnologia no Brasil                         | 1978   | 2008   | Conselho Nacional de Desenvolvimento Científico e Tecnológico (Brasil)                      |
| Prêmio Kalinga                                           | Divulgação científica                                                   | 1952   | 2009   | Kalinga Foundation Trust                                                                    |
| Prêmio Kyoto                                             | Filosofia, arte, ciência e tecnologia                                   | 1985   | 2010   | Inamori foudation                                                                           |
| Prêmio Lemelson–MIT                                      | Invenção                                                                | 1995   | 2011   | The Lemelson Foundation                                                                     |
| Prêmio Leroy P. Steele                                   | Matemática                                                              | 1971   | 2009   | American Mathematical Society                                                               |
| Prêmio Lieben                                            | Biologia molecular, química, ou física                                  | 1865   | 2009   | Ignaz-Lieben-Gesellschaft                                                                   |
| Prémio Lippincott                                        | Ciência política                                                        | 1975   | 2003   | The American Political Science Association (APSA)                                           |
| Prêmios L'Oréal-UNESCO para mulheres em ciência          | Mulheres na ciência                                                     | 1998   | 2010   | L'Oreal                                                                                     |
| Prêmio Magalhães                                         | navegação (marítima, aérea ou espacial), astronomia e filosofia natural | 1790   | 2008   | American Philosophical Society (APS)                                                        |
| Prêmio Marconi                                           | Rádio                                                                   | 1975   | 2010   | The Marconi Society                                                                         |
| Prêmio Max Born                                          | Física                                                                  | 1973   | 2011   | Institute of Physics (IOP)                                                                  |
| Prêmio Michael Faraday                                   | excelência na comunicação de ciências ao público do Reino Unido         | 1986   | 2008   | The Royal Society                                                                           |
| Prêmio Microsoft                                         | Avanço da ciência através da informática                                | 2006   | 2009   | The Royal Society                                                                           |
| Prémio Nobel da Física                                   | Física                                                                  | 1901   | 2010   | Nobelprize.org                                                                              |
| Prémio Nobel de Fisiologia ou Medicina                   | Fisiologia e Medicina                                                   | 1901   | 2010   | Nobelprize.org                                                                              |
| Prémio Nobel de Economia                                 | Economia                                                                | 1969   | 2010   | Nobelprize.org                                                                              |
| Prêmio Oliver E. Buckley de Matéria Condensada           | Física da matéria condensada                                            | 1953   | 2011   | American Physical Society (APS)                                                             |
| Prêmio Otto Laporte                                      | dinâmica dos fluidos                                                    | 1972   | 2004   | American Physical Society (APS)                                                             |
| Prêmio Pomeranchuk                                       | Física                                                                  | 1998   | 2010   | Institute for Theoreticaland Experimental Physics                                           |
| Prêmio Poncelet                                          | Ciência                                                                 | 1869   | 1993   | Clay Mathematics Institute                                                                  |
| Prémio Prof. Doutor Luís Archer                          | Genética                                                                | 2009   | 2010   | 2009 2010                                                                                   |
| Prémio Renato Caccioppoli                                | Matemática                                                              | 1960   | 2006   | Unione Matematica Italiana                                                                  |
| Prêmio para Revisão Científica NAS                       | Ciência                                                                 | 1979   | 2011   | National Academy of Sciences                                                                |
| Prêmio Rumford                                           | Calor e luz                                                             | 1939   | 2008   | American Academy of Arts & Sciences                                                         |
| Prêmio Sakurai                                           | Física teórica / física de partículas                                   | 1985   | 2010   | American Physical Society (APS)                                                             |
| Prêmio Shaw de Astronomia                                | Astronomia                                                              | 2004   | 2010   | The Shaw Prize                                                                              |
| Prêmio Shaw de Biologia e medicina                       | Biologia e medicina                                                     | 2004   | 2010   | The Shaw Prize                                                                              |
| Prêmio Shaw de Matemática                                | Matemática                                                              | 2004   | 2010   | The Shaw Prize                                                                              |
| Prêmio Spinoza                                           | Pesquisa científica                                                     | 1995   | 2010   | The Netherlands Organisation for Scientific Research 2001 a 2010 1995 a 2000                |
| Prêmio de Tecnologia do Milênio                          | Tecnologia                                                              | 2004   | 2010   | Technology Academy Finland                                                                  |
| Prêmio Teoria John von Neumann                           | pesquisa operacional e gestão científica                                | 1975   | 2009   | Institute for Operations Research and the Management Sciences                               |
| Prêmio Theodor W. Adorno                                 | filosofia, música, teatro e filme                                       | 1977   | 2009   | Frankfurt am Main                                                                           |
| Prêmio Theodore von Kármán                               | Matemática aplicada                                                     | 1972   | 2009   | Society for Industrial and Applied Mathematics                                              |
| Prêmio Tom W. Bonner de Física Nuclear                   | Física nuclear                                                          | 1965   | 2010   | American Physical Society                                                                   |
| Prêmio Turing                                            | ciência da computação                                                   | 1966   | 2010   | Association for Computing Machinery                                                         |
| Prêmio Vannevar Bush                                     | Ciência e tecnologia                                                    | 1980   | 2011   | National Science Board                                                                      |
| Prêmio Wolf de Agronomia                                 | Agronomia                                                               | 1978   | 2011   | Wolf Foundation                                                                             |
| Prêmio Wolf de Física                                    | Física                                                                  | 1978   | 2011   | Wolf Foundation                                                                             |
| Prêmio Wolf de Matemática                                | Matemática                                                              | 1978   | 2010   | Wolf Foundation                                                                             |
| Prêmio Wolf de Medicina                                  | Medicina                                                                | 1978   | 2011   | Wolf Foundation                                                                             |
| Prêmio Wolf de Química                                   | Química                                                                 | 1978   | 2011   | Wolf Foundation                                                                             |
| Troféu Collier                                           | Aeronáutica e astronáutica                                              | 1911   | 2009   | National aeronautic Association                                                             |